# Titi Rajo Bintang
Pour les articles homonymes, voir Rajo.
Titi Rajo Bintang est une actrice et musicienne indonésienne, née le 10 février 1981 à Jakarta.

## Biographie
Née en 1981, elle est la fille de Susie Arianie et d'Idham Rajo Bintang et la demi-sœur de la réalisatrice indonésienne Djenar Maesa Ayu. Son père était un organisateur de spectacle reconnu à Jakarta. Attirée depuis sa plus tendre enfance par le jazz, son passe-temps favori est de jouer de la batterie.
Elle a épousé Aksan Sjuman, l'ancien batteur du groupe Dewa 19, le 15 août 2004, à la mosquée Al-Azhar de Jakarta. Mais début 2013, le couple se sépare et le divorce est officiellement promulgué le 7 mars 2013, Titi y a obtenu la garde de leur unique enfant, Miyake Shakuntala, une fille dont elle a donné naissance le 4 novembre 2005.

## Filmographie

### Actrice

#### Cinéma
- 2004 : 17th (id) : Sulastri
- 2008 : The Storyteller, court-métrage
- 2008 : Mereka_Bilang,_Saya_Monyet! (en) : Adjeng
- 2009 : Identitas (id) : Regent Candidate's Success Team
- 2010 : Minggu Pagi di Victoria Park (id) : Sekar
- 2010 : Nyanyian Para Pejuang Sunyi, court-métrage
- 2011 : Khalifah (id) : Fatimah
- 2011 : Rindu Purnama (id) : Monik
- 2011 : Serdadu Kumbang (id) : Siti
- 2012 : Rayya, Cahaya Diatas Cahaya (id) : Rayya
- 2013 : Mursala (id) : Taruli Sinaga
- 2014 : 12 Menit (id) : Rene
- 2016 : The Window (id) : Dewi

### Compositrice

#### Cinéma
- 2007 : The Photograph (id)
- 2008 : The Storyteller, court-métrage
- 2008 : Mereka_Bilang,_Saya_Monyet! (en)
- 2008 : Laskar Pelangi (id)
- 2009 : Garuda di Dadaku (id)
- 2009 : King
- 2009 : Sang Pemimpi (id)
- 2010 : Minggu Pagi di Victoria Park (id)
- 2010 : Tanah Air Beta (id)
- 2010 : Dalam Mihrab Cinta (id)
- 2011 : Rindu Purnama (id)
- 2011 : Serdadu Kumbang (id)
- 2011 : Sang Penari (id)
- 2012 : Rayya, Cahaya Diatas Cahaya (id)

### Émissions de télévision
- 2009-2010 : Jakarta International Jazz Festival : Participante
- 2010 : Indonesia Mencari Bakat (id) : Jury
- 2015 : Celebrity Lipsync Combat (id) : Participante
- 2015-2016 : Celebrity Lipsync Battle Indonesia (id) : Participante
- 2015 : The Remix (id) : Jury
- 2021 : Indonesia Mencari Bakat : Jury

## Distinctions

### Récompenses
- 2008 : Indonesian Movie Awards (en)
  - Meilleure nouvelle actrice pour Mereka Bilang, Saya Monyet! (en)
- 2008 : Indonesian_Movie_Awards
  - Nouveau venu préféré pour Mereka Bilang, Saya Monyet!
- 2008 : Indonesian Film Critics Society : Meilleure actrice révolutionnaire pour Mereka_Bilang,_Saya_Monyet!
- 2009 : Indonesian Film Festival
  - Prix Citra de la meilleure actrice principale (en) pour Mereka Bilang, Saya Monyet!
  - Citra Award de la meilleure musique originale (avec Aksan Sjuman) pour King
- 2010 : Bandung Film Festival : Meilleur arrangeur musical pour Sang Pemimpi (id)
- 2011 : Bandung Film Festival : La meilleure actrice dans un second rôle pour Minggu Pagi di Victoria Park (en)
- 2011 : Indonesian Movie Awards (id) : Meilleur rôle féminin pour Minggu Pagi di Victoria Park (en)

### Nominations
- 2009 : Indonesian Film Festival : Citra Award de la meilleure musique originale (avec Aksan Sjuman) pour Garuda di Dadaku (id)
- 2010 : Indonesian Film Festival Prix Citra de la meilleure actrice principale pour Minggu Pagi di Victoria Park (en)
- 2011 : Bandung Film Festival : Meilleur arrangeur musical pour Tanah Air Beta (id)
- 2011 : Indonesian Movie Awards (id) : Rôle féminin préféré pour Minggu Pagi di Victoria Park (en)
- 2011 : Indonesian Film Festival : Citra Award de la meilleure musique originale (avec Aksan Sjuman) pour Rindu Purnama (id)
- 2013 : ASEAN International Film Festival and Awards : Meilleure actrice pour Rayya, Cahaya di Atas Cahaya (id)

## Discographie
- 2007 : The Photograph (en) - Composition
- 2008 : Laskar Pelangi (en)- Composition
- 2010 : Tanah Air Beta (id) - Composition
- 2010 : King - Composition
- 2011 : Sang Penari (en) - Composition

## Publicités
- 2000, 2004, 2006 : Extra Joss
- 2000 : JVC
- 2001 : Oskadon
- 2006 : Frisian Flag/Dutch Lady
- 2011 : Dove
- 2011 : You-C 1000